# Maurice de Wée
Maurice de Wée (* 25. Februar 1891 in Brüssel; † 1961) war ein belgischer Degenfechter.

## Erfolge
Bei den Olympischen Spielen 1920 erreichte Maurice de Wée in Antwerpen mit der Mannschaft die Finalrunde, in der sie sich lediglich Italien geschlagen geben musste. Gemeinsam mit Paul Anspach, Victor Boin, Joseph De Craecker, Ernest Gevers, Félix Goblet d’Alviella, Philippe Le Hardy de Beaulieu, Fernand de Montigny und Léon Tom gewann er somit die Silbermedaille. In der Einzelkonkurrenz schied er in der Halbfinalrunde aus.